# Estadio Geoffroy-Guichard
El Estadio Geoffroy-Guichard es un estadio de fútbol ubicado en la ciudad de Saint-Étienne, en la región de Auvernia-Ródano-Alpes en Francia. Allí juega sus partidos de local el Association Sportive de Saint-Étienne. Su inauguración fue el 13 de septiembre de 1931, y su actual capacidad es de 42 001 personas.
El estadio debe su nombre a Geoffroy Guichard, propietario de los terrenos donde fue construido el estadio, y director de la sociedad Casino al origen del club. Las cuatro tribunas que componen el estadio se llaman Charles Paret, Jean Snella, Pierre Faurand y Henri Point.

## Eventos disputados

### Eurocopa 1984
- El estadio albergó dos partidos de la Eurocopa 1984.
| Fecha               | Selección #1 | Resultado | Selección #2 | Ronda                 | Espectadores |
| ------------------- | ------------ | --------- | ------------ | --------------------- | ------------ |
| 14 de junio de 1984 | Rumania      | 1 - 1     | España       | Primera fase, Grupo B | 16 972       |
| 19 de junio de 1984 | Francia      | 3 - 2     | Yugoslavia   | Primera fase, Grupo A | 47 589       |

### Copa Mundial de Fútbol de 1998
- El estadio albergó seis partidos de la Copa Mundial de Fútbol de 1998.
| Fecha               | Selección #1  | Resultado        | Selección #2 | Ronda                 | Espectadores |
| ------------------- | ------------- | ---------------- | ------------ | --------------------- | ------------ |
| 14 de junio de 1998 | RF Yugoslavia | 1 - 0            | Irán         | Primera fase, Grupo F | 30.600       |
| 17 de junio de 1998 | Chile         | 1 - 1            | Austria      | Primera fase, Grupo B | 30 600       |
| 19 de junio de 1998 | España        | 0 - 0            | Paraguay     | Primera fase, Grupo D | 30 600       |
| 23 de junio de 1998 | Escocia       | 0 - 3            | Marruecos    | Primera fase, Grupo A | 30 600       |
| 25 de junio de 1998 | Países Bajos  | 2 - 2            | México       | Primera fase, Grupo E | 30 600       |
| 30 de junio de 1998 | Argentina     | 2 - 2 (4–3 pen.) | Inglaterra   | Octavos de final      | 30 600       |

### Copa FIFA Confederaciones 2003
- El estadio albergó cinco partidos de la Copa FIFA Confederaciones 2003.
| Fecha               | Selección #1 | Resultado | Selección #2   | Ronda                 | Espectadores |
| ------------------- | ------------ | --------- | -------------- | --------------------- | ------------ |
| 19 de junio de 2003 | Turquía      | 2 - 1     | Estados Unidos | Primera fase, Grupo B | 16 944       |
| 20 de junio de 2003 | Francia      | 2 - 1     | Japón          | Primera fase, Grupo A | 33 070       |
| 22 de junio de 2003 | Japón        | 0 - 1     | Colombia       | Primera fase, Grupo A | 24 541       |
| 23 de junio de 2003 | Brasil       | 2 - 2     | Turquía        | Primera fase, Grupo B | 29 170       |
| 28 de junio de 2003 | Colombia     | 1 - 2     | Turquía        | Tercer lugar          | 18 237       |

### Mundial de Rugby 2007
- En el estadio se disputaron tres encuentros de la Copa Mundial de Rugby de 2007.
| Fecha                    | Selección #1 | Resultado | Selección #2   | Ronda                 | Espectadores |
| ------------------------ | ------------ | --------- | -------------- | --------------------- | ------------ |
| 9 de septiembre de 2007  | Escocia      | 56 - 10   | Portugal       | Primera fase, Grupo C | 34 162       |
| 26 de septiembre de 2007 | Samoa        | 25 - 21   | Estados Unidos | Primera fase, Grupo A | 33 616       |
| 29 de septiembre de 2007 | Escocia      | 18 - 16   | Italia         | Primera fase, Grupo C | 35 616       |

### Eurocopa 2016
- El estadio albergó cuatro partidos de la Eurocopa 2016.
| Fecha               | Selección #1    | Resultado        | Selección #2 | Ronda                 | Espectadores |
| ------------------- | --------------- | ---------------- | ------------ | --------------------- | ------------ |
| 14 de junio de 2016 | Portugal        | 1 - 1            | Islandia     | Primera fase, Grupo F | 38 742       |
| 17 de junio de 2016 | República Checa | 2 - 2            | Croacia      | Primera fase, Grupo D | 38 376       |
| 20 de junio de 2016 | Eslovaquia      | 0 - 0            | Inglaterra   | Primera fase, Grupo B | 39 051       |
| 25 de junio de 2016 | Suiza           | 1 - 1 (4–5 pen.) | Polonia      | Octavos de final      | 38 842       |